# Natasha Kramble
Natasha Irene Vera Fox Kramble (ur. 27 marca 1990, zm. 24 maja 2023) – kanadyjska zapaśniczka. Zajęła dwunaste miejsce na mistrzostwach świata w 2021. Zdobyła srebrny medal na mistrzostwach panamerykańskich w 2013 i 2016 roku. Piąta na Uniwersjadzie w 2013, jako zawodniczka University of Saskatchewan w Saskatoon.
Zginęła w czasie jazdy na rowerze, potrącona przez ciężarówkę